# Осси и Весси

Федеративная Республика Германии, Западный Берлин и Германская Демократическая Республика

О́сси (нем. Ossi, от нем. Ost — восток) и Ве́сси (нем. Wessi, от нем. Westen — запад) — термины в Германии, до объединения ФРГ и ГДР, использовавшиеся для обозначения жителей ГДР и жителей Западного Берлина и ФРГ, в том числе в анекдотах. 
Термины отражают устойчивые стереотипы, например «нытик осси».
Примечательно, что в начале XX века термины осси и весси были распространены в среде немецких и австро-венгерских евреев. Дело в том, что в Германии и Австро-Венгрии были свои местные еврейские общины, но в то же время из за погромов и антисемитизма в Германию и Австро-Венгрию переселилось много евреев из Российской империи. И хотя как немецкие/австро-венгерские евреи, так и русские евреи в основном относятся к одному и тому же еврейскому субэтносу ашкенази, некоторая часть немецких и австро-венгерских евреев считала себя в культурном отношении выше, чем «русские» евреи. Первоначально коренные немецкие евреи называли себя западными евреями (Westliche Juden или Westjuden по-немецки), а выходцев из России называли восточными евреями (Ostjuden или Östliche Juden по-немецки). Со временем названия сократились до весси и осси.
После объединения Германии термины используются и для общего обозначения жителей «старых земель», входивших в состав ФРГ до объединения.
Антонимом термина «весси» является прозвище осси (от нем. Osten — восток), обозначающее жителей «новых земель», образованных на территории ГДР. Существует также термин «восси» (нем. wossi), описывающий жителей восточных земель, после объединения Германии переехавших на запад или жителей западных земель, переехавших на восток.
В 1987 году Ханс Магнус Энценсбергер в книге Ach Europa! описывал фиктивную объединённую Германию в 2006 году, населённую враждебными друг другу Wessie и Ossie. Позже термин многократно использовался как в литературе, так и телевизионных программах и постановках. В настоящее время термин носит юмористически-негативный характер и используется для указания характерных особенностей поведения и характера.
Образованный из слов Besserwissender (всезнайка) и Wessi неологизм Besserwessi, обозначающий жителя ФРГ, в отношении жителей бывшей ГДР (особенно в области экономической политики) использующего поучающий назидательный тон, был признан «Словом года» обществом немецкого языка в 2001 году, как «слово, которое доминировало в общественных дискуссиях этого года, отражало важные темы или иным образом характеризовало их».